# Wacho
Wacho, Wachon (?–540) – król Longobardów w latach ok. 510–540.
Prowadził zręczną politykę opierającą się na dobrych stosunkach z Bizancjum i wykorzystywaniem konfliktów pomiędzy plemionami germańskimi. Umiejętnie prowadził też politykę matrymonialną, co umożliwiło mu zabezpieczenie dobrych stosunków z sąsiadami. Miał kolejno trzy żony:
- Redegundę, córkę króla Turyngów,
- Austuriguzę, córkę króla Gepidów, z którą miał dwie córki: Wisegardę wydaną za króla Franków Teodeberta I oraz Walderadę wydaną za innego króla Franków Teodebalda a potem za niejakiego Garibalda,
- Salingę, córkę króla Herulów, z którą miał syna Waltariego swego następcę na tronie króla Longobardów.